# Gasterajski potok
Gasterájski potok je desni pritok Velke pri Zgornjih Žerjavcih v severnem delu Slovenskih goric. Začenja se kot neznaten izvir v gozdnati grapi pod vasjo Zgornji Gasteraj in teče ves čas proti jugovzhodu po enakomerno široki dolini z deloma še vedno mokrotnim dnom mimo razloženih vasi Srednji  in Spodnji Gasteraj, pri Zgornjih Žerjavcih pa se izliva v Velko. Njegovo porečje je izrazito ozko, zato dobiva samo nekaj kratkih pritokov iz bližnjih grap, večino leta ima tudi razmeroma malo vode.
Dolinsko dno ob potoku je bilo nekoč mokrotno in takorekoč neposeljeno, potok pa je ostal vse do danes v večjem delu toka v bolj ali manj naravnem stanju: njegova naravna struga drobno vijuga po dolinskem dnu, obdaja pa jo skoraj sklenjen pas obvodnega grmovja in drevja. Ob njem se je, za razliko od Pesniške doline in nekaterih sosednjih dolin, zlasti v zgornjem toku lepo ohranila tradicionalna kulturna pokrajina z menjavanjem travnikov in njiv, ki ob kmetijski funkciji omogoča tudi obstoj pomembnih vodnih in obvodnih habitatov. V spodnjem toku je bilo izvedenih nekaj melioracijskih del, vendar brez večjega poseganja v strugo potoka.
Iz popisa leta 1815 in 1840 je razvidno, da so na potoku pri naseljih Srednji in Spodnji Gasteraj obratovali trije vodni mlini, vsak s po dvema kamnoma. Pod današnjim lovskim  domom lovske družine Sv. Jurij je leta 1815 stal eden najbolj zanimivih mlinov na Štajerskem, Schönwetrov mlin na stope, ki ga je takratni lastnik postavil na valje in ga je lahko ob visokih vodah premikal po terenu, kar je bil za tisti čas izreden dosežek.  Žal so od njega ostali le še deli nasipa.